# Rigor mortis
La locuzione latina rigor mortis (letteralmente: rigidità della morte) è uno dei segni riconoscibili della morte ed è identificata dalla rigidità muscolare del cadavere. È causato da una modifica chimica dei muscoli e si manifesta circa tre ore dopo la morte. 
La popolare locuzione "morto stecchito" deriva dalla tradizionale constatazione del decesso dal rigor, considerato come uno dei segni inequivocabili della morte.

## Fondamenti biochimici
Il processo di rigidità non è esattamente lo stesso presente nella normale contrazione dei muscoli (non provoca gli accorciamenti dei sarcomeri) ma è molto simile, in quanto coinvolge gli ioni di calcio (Ca2+) e l'ATP/ADP. 
Subito dopo la morte i muscoli del corpo sono flaccidi, ma dopo un periodo di circa 1-3 ore iniziano a contrarsi e a irrigidirsi, rimanendo in quello stato: il rigor mortis causa una formazione di resistenti ponti chimici tra le proteine muscolari (actina e miosina). La degradazione di adenosintrifosfato (ATP) in ADP+P (gruppo fosfato), modifica la struttura muscolare in quanto dopo la morte l'ADP non può essere rigenerato in ATP, poiché sono cessate tutte le attività metaboliche. 
Quando il corpo si irrigidisce, rimane in quella posizione fino a che il rigor non termina o sia rotto fisicamente (forzando il rilassamento o la contrazione). 
Poiché il processo chimico del rigor non è rigenerabile, quando il processo di irrigidimento è terminato, non ricomparirà più nella zona in cui è stato rotto. Tuttavia, se il rigor è rotto prima dello sviluppo completo, il processo continuerà fino al completamento, con una rigidezza parziale nella zona in cui è stato interrotto.
Il fenomeno del rigor mortis scompare dopo circa 36-48 ore dopo la morte, per autolisi, a causa dell'inizio della decomposizione e della lisi delle cellule muscolari.

## Anatomia patologica
Tutti i muscoli del corpo cominciano a irrigidirsi più o meno contemporaneamente dopo la morte. Tuttavia, l'irrigidimento sembra manifestarsi prima nei muscoli più piccoli, dando l'apparenza che la rigidità cadaverica non si presenti contemporaneamente su tutto il corpo. La rigidezza è solitamente apparente in primo luogo nella mandibola, poi i gomiti e, per ultimo, nelle ginocchia. Un corpo è nel rigor completo quando i giunti della mascella, del gomito e del ginocchio sono immobili. 
La rigidezza completa impiega circa 10-12 ore per svilupparsi in un adulto medio quando la temperatura ambientale è 20-25 °C. Il corpo rimarrà apparentemente rigido per 24-36 ore a questa stessa temperatura prima che la decomposizione inizi a dissolvere i muscoli e li induca a rilasciarsi, nello stesso ordine in cui si sono irrigiditi. La rigidità cadaverica è influenzata dalla temperatura ambientale: le temperature elevate accelerano la comparsa e la scomparsa del rigor. In un cadavere lasciato all'aperto, se la temperatura ambientale è alta, il rigor si manifesterà prima e passerà più rapidamente che in un giorno freddo; se un corpo non è nel rigor completo ed è messo in refrigerazione il processo rallenta e può arrestarsi. 
Il rigor inoltre è influenzato dalla temperatura corporea e dall'attività dei deceduti prima della morte. Più alte temperature corporee al momento della morte o una intensa attività fisica subito prima del decesso causano una produzione di acido lattico che induce il rigor a svilupparsi più rapidamente. Per esempio, il cadavere di una persona che muore avendo una febbre alta da infezione (per esempio per una polmonite) può sviluppare rigidezza più rapidamente rispetto a una persona con una temperatura corporea normale.
Il rigor accelerato può inoltre riscontrarsi in cadaveri di persone morte con ipertermia anche se la temperatura ambientale può essere normale, come può accadere nelle morti per overdose da cocaina, da PCP o da metamfetamine.